# Juan Carlos Almada
Juan Carlos Almada (Morón, 15 de agosto de 1965) é um ex-futebolista argentino que atuava como atacante.

## Carreira
Atuou pelo Club Deportivo Universidad Católica do Chile, foi vice-campeão da Copa Libertadores da América de 1993 e artilheiro com nove gols.
Jogou por clubes do Argentina, Chile e Equador.

## Títulos

### Individuais
Universidad Católica
- Artilheiro da Copa Libertadores da América de 1993: 9 gols.[1][2][3]